# Jaignes
Jaignes település Franciaországban, Seine-et-Marne megyében. Lakosainak száma 320 fő (2022. január 1.). Jaignes Tancrou, Ussy-sur-Marne, Armentières-en-Brie, Chamigny és Changis-sur-Marne községekkel határos.

## Népesség
A település népességének változása:
| Lakosok száma | 265  | 275  | 297  | 308  | 311  | 316  | 317  | 318  | 320  |
|               | 2013 | 2015 | 2016 | 2017 | 2018 | 2019 | 2020 | 2021 | 2022 |